# Селіньї
Селіньї (фр. Céligny) — громада  в Швейцарії в кантоні Женева.

## Географія
Громада розташована на відстані близько 120 км на південний захід від Берна, 18 км на північ від Женеви.
Селіньї має площу 4,7 км², з яких на 16,1% дозволяється будівництво (житлове та будівництво доріг), 64,5% використовуються в сільськогосподарських цілях, 19,3% зайнято лісами, 0,2% не є продуктивними (річки, льодовики або гори).

## Демографія
2019 року в громаді мешкало 791 особа (+20,4% порівняно з 2010 роком), іноземців було 30,1%. Густота населення становила 170 осіб/км².
За віковим діапазоном населення розподілялося таким чином: 27,1% — особи молодші 20 років, 57,4% — особи у віці 20—64 років, 15,5% — особи у віці 65 років та старші. Було 282 помешкань (у середньому 2,7 особи в помешканні).